# Christian Schlechtweg
Christian Schlechtweg (ur. 7 stycznia 1976) – niemiecki florecista, srebrny medalista mistrzostw świata.
W 1996 roku zdobył indywidualnie złoty medal na mistrzostwach świata juniorów w Tournai.
Podczas mistrzostw świata w Petersburgu w 2007 roku Niemcy w składzie: Peter Joppich, Benjamin Kleibrink, Christian Schlechtweg i Dominik Behr zdobyli srebrny medal w zawodach drużynowych. Był też między innymi czwarty drużynowo i siódmy indywidualnie na mistrzostwach świata w Nîmes w 2001 roku.
Ponadto zdobył drużynowo złote medale na mistrzostwach Europy w Koblencji w 2001 roku i mistrzostwach Europy w Gandawie w 2007 roku oraz brązowy na mistrzostwach Europy w Moskwie w 2002 roku.
Nigdy nie wziął udziału w igrzyskach olimpijskich.